# Монастырская кухня
Монасты́рская ку́хня — кухня средневековых христианских монастырей, «колыбель гастрономии», хранителей гастрономических традиций галло-римской цивилизации, отличающаяся отсутствием мяса, сочетающая хлеб, молочные продукты, яйца, рыбу, соления, фрукты, вино, пиво, сидр. Двух-трёхзвёздочное меню наших дней содержит те же самые кулинарные рецепты, которые применялись в средневековых монастырях, аббатствах и крупных церковных митрополиях.
Монастырская кухня составлена по принципу умеренности и отказа от крайностей, по утверждению святого Максима Исповедника: «Не пища — зло, а чревоугодие».
Монастырская кухня в разных орденах и разных регионах была различной, помимо этого в разных монастырях меню зависело от праздников, постов и времён года.

## Меню

### Христианство

#### Католицизм
Pietas — паёк, предоставляемый христианскому средневековому монаху от светских благотворителей в понедельник, среду, пятницу. Паёк состоял из яиц (5–6 штук), сыра, рыбы, лука, подаваемый на тарелке. Монастырская пища, благословляемая аббатом, — главное блюдо в воскресенье, вторник, четверг, субботу, состоявшее из рыбы (сельди, угря, щуки) и выпечки (вафельных трубочек).
Mixtum — фунт хлеба, пинта вина, вкушаемые после утрени или вечерни. Предназначен для чтеца, кухонных работников, детей, больных, стариков, монахов, которые перенесли кровопускание.
Collation (лёгкая закуска) — краюха хлеба и стакан вина. Предназначен для монахов по вечерам после постов (в среду и пятницу).
Minestre — первое блюдо (Pulmentium) на основе бобов, чечевицы или земляной груши (или перловой, овсяной круп), капусты, спаржи или цикория, листовой свёклы или шпината, базилика и кервеля (суп по-бенедиктински, монастырский суп, монастырская чечевица, перловый суп по-францискански, бобовый суп братьев-рагузенов).
Первое блюдо — каша, второе — овощи, «вершки» (салат-латук, кресс-салат, кервель, петрушка, салат, огурцы и капуста, лук-порей) и «корешки» (репа, редис, пастернак, спаржа, морковь).
Мясо запрещено. Причинами тому объявлялись — мясо разжигает страсти, мешает вести духовную жизнь, дорого стоит, и поэтому противоречит обету бедности.
Употребляли яйца (варёные, жареные, «в мешочек», омлет), оливковое масло, сливочное масло, рыбу, сыр, хлеб (пшеничный, ржаной), бобы, выпечку (имбирные пряники, пироги, блины, торты, вафли), сладости (марципан, цукаты).
Мука была плохого качества, поэтому хлеб скоро черствел, который не ели, из-за плохого состояния зубов. При изготовлении подражали Библии (Иез. 4:9), смешивая три сорта муки (ячменную, просо, гороховую). Пшеничный хлеб предназначался ослабевшим монахам после кровопускания. Обычно ели хлеб из смешанной муки (ячмень-рожь, ячмень-овёс), который изготовляли по-разному (в кипятке, золе, печи), формой в виде буханки (квадры) с крестом, чтобы за столом разделить хлеб на четверых монахов. Был хлеб, замешанный на молоке (мортероль), зажаренный в сыре, гренки. Опресноки служили тарелками. Мягкий хлеб получали при замесе на пивной пене.
В Средневековье никогда не пили сырую воду, поэтому монастыри производили вино (см. история французского вина), цистерцианцы (вужо, тар, бонмар, шабли), клюнийцы (бон и вон-романе), каноники (алокс, поммар, вольне, мёрсо и шассань), бенедиктинцы (шампанское). Вино употребляли разбавленным водой, в пропорции, которая зависела от запасов погреба, строгости устава, требования аббата. В Северной Европе, где не растёт виноград, вино заменяли пивом (современные Англия, Германия, Швеция). В Нормандии, Бретани, Тюрингии, Южной Англии пили сидр. Монахи, имея аптекарские снадобья, запасы вина, финансы и технологии, стояли у истоков производства ликёров.

#### Православие
Уставы монастырей разнились, время трапезы различалось, распорядок определялся богослужением. Монахи никогда не употребляли мясо. По древним уставам, даже приносить мясо в монастырь и готовить его на монастырской кухне строго воспрещалось.
Обычно обед монаха состоял из хлеба и двух блюд без масла — щи (или борщ) и каша (или гороховая гуща). В праздник к щам подавали масло и по четверти калача.
Неизменным блюдом монастырской кухни были щи, которые ели ежедневно, в постные и непостные дни, в праздники. Щи варили из белокачанной капусты, «борщевые» (с квашеной свёклой), с щавелём, на Пасху подавали с яйцами. Изредка щи заменяли «тавранчуг» (похлёбка из рыбы и репы) и «ушное» (уха).
Вторым блюдом была каша (или гороховая гуща). Блюда из рыбы (сёмга, белорыбица, осетрина, белужина, севрюга, щука, судак, сущ, стерлядь, икра чёрная и красная) подавали в сковородах по праздникам. Среди рыбных блюд были также пироги с вязигой, караваи с рыбой.
Значительно разнообразили монастырскую кухню разных видов пироги (с сыром, капустой, морковью, горохом, кашей, грибами), караваи (битые с морковью, репой), калачи, блины, оладьи.
Монастырским напитком был квас, в праздничные дни его пили за обедом и ужином и перед повечерием.